# Резниченко, Яков Терентьевич
Яков Терентьевич Резниченко (1914 — 1969, Москва) — советский военачальник, ветеран Великой Отечественной войны и погранвойск КГБ при СМ СССР.

## Биография
Родился в с. Гамалеевка Путивльского уезда Курской губернии (сейчас с. Воскресенка Бурынского района Сумской области Украины).
После учёбы в местной начальной и Успенской средней школах в 1931 году, мечтая стать штурманом дальнего плавания, поступил в Одесский морской техникум (ныне Мореходное училище им. А. И. Маринеско Одесской национальной морской академии).

## Начало военной службы
После окончания техникума со штурманской специальностью призван в пограничные войска. Окончив курсы морского командного состава НКВД в Ленинграде и получив звание лейтенанта, служил на Чёрном море, гонялся за нарушителями границы и контрабандистами.
С августа 1940 года продолжил службу на морской границе Балтики в Прибалтийском пограничном округе.

## Великая Отечественная война
В звании старшего лейтенанта командовал 1-м (Таллинским) дивизионом 2-го Балтийского отряда пограничных судов, который в военное время перешёл под командование Балтийского флота. В ночь на 4 июля 1941 года «малые охотники» дивизиона Я. Т. Резниченко заминировали выходной фарватер порта Хельсинки, несмотря на плотный огонь береговой артиллерии и воздействие авиации противника. Только за первые месяцы войны было поставлено около 150 мин. «Охотники», руководимые Я. Т. Резниченко, полностью подтвердили способность к этой сложной боевой работе. На поставленных ими минах нашли бесславный конец многие неприятельские корабли и суда, в том числе финский броненосец «Ильмаринен».
Указом Президиума Верховного Совета СССР от 8 июля 1944 одним из первых в Военно-Морских Силах СССР был награждён военно-морским полководческим орденом Нахимова 2-й степени за номером «6».

## Послевоенное время
После окончания Великой Отечественной войны несколько месяцев командовал охраной водного района на датском острове Борнхольм в юго-западной части Балтийского моря.
В январе 1946 года Я. Т. Резниченко возвратился в Таллин, а затем в Ленинград, где его назначили заместителем начальника войск Ленинградского пограничного округа. В 1952 году окончил Военно-морскую академию и был переведён по службе в Тихоокеанский погранокруг, г. Владивосток.

Могила Резниченко на Новодевичьем кладбище Москвы.

После службы на Дальнем Востоке был переведён на должность заместителя начальника пограничных войск в Москву.
Много внимания уделял школе младших специалистов морчастей погранвойск в Анапе.
Скончался 24 декабря 1969 года в период прохождения военной службы. Похоронен в Москве на Новодевичьем кладбище (участок № 12 в правой части 10-го ряда 7-го участка).

## Воинские звания и награды
- 15 июля 1957 года присвоено очередное воинское звание «контр-адмирал».
- 22 мая 1968 года присвоено воинское звание «вице-адмирал».

Награждён тремя орденами Красного Знамени (10.11.1944, 1956, 1967), орденом Нахимова 2 ст. (под № 6 — 8.7.1944), орденом Отечественной войны 1 ст. (14.5.1945), четырьмя орденами Красной Звезды (4.2.1942, 13.12.1943, 1951, 1951), медалями (в том числе За оборону Ленинграда, За победу над Германией). Кроме того, в 1958 году был удостоен звания «Почётный сотрудник госбезопасности» с вручением соответствующего нагрудного знака.

## Память
Приказом Министра морского флота СССР № 198 от 29 декабря 1970 года имя «Яков Резниченко» было присвоено на тот момент ещё только строящемуся лесовозу типа «Советский воин». Данный теплоход вступил в строй 23 ноября 1971 года, будучи приписанным к порту Архангельска Северного ордена Ленина морского пароходства.
Увековечен в Книге Памяти пограничников — т. 5, стр. 270.